# Mussaenda lancifolia
Mussaenda lancifolia är en måreväxtart som beskrevs av Kurt Krause. Mussaenda lancifolia ingår i släktet Mussaenda och familjen måreväxter. Inga underarter finns listade i Catalogue of Life.